# Kotków (Wielowieś)
Kotków (niem. Alsen, śl. Alzy)– część wsi Wielowieś w Polsce, położona w województwie śląskim, w powiecie gliwickim, w gminie Wielowieś, na północny wschód od drogi Wielowieś-Wojska..
W latach 1975–1998 Kotków administracyjnie należał do województwa katowickiego.

## Historia
Folwark założony w XIX w. (ok.1865 r.) pod nazwą Alsen/Alzen, położony na drodze między Wojską i Wielowsią. Nazwa miejscowości prawdopodobnie nawiązuje do zdobycia przez pruskie wojska wyspy Als (niem. Alsen) w czasach II wojny o Szlezwik.